# 顺丁烯二腈二硫醇钠
丁二腈二硫醇钠是一种硫醇盐，化学式为Na2S2C2(CN)2，其英文为Sodium maleonitriledithiolate，英语中的“maleonitrile”特指cis-化合物。其酸根可简写为mnt，它是一种二硫烯醇的衍生物，如在配位化学中可作为过渡金属的非清晰配体。已知的配合物有数种，如[Ni(mnt)2]2−:143-146等。
丁二腈二硫醇钠可以通过二硫化碳和氰化钠在水溶液中反应，得到氰基双硫代甲酸盐（丁二腈二硫醇盐）并析出单质硫：
2 NaCN  +  2 CS2   →  Na2S2C2(CN)2  +  1/4 S8
该化合物最初于1958年被Bähr和Schleitzer报道。